# Limba noastră
„Limba noastră” este o poezie scrisă de Alexei Mateevici (1888–1917), cuprinzând 12 strofe de câte patru versuri. Poezia este un elogiu adus limbii române și un îndemn pentru prețuirea ei. Versurile acestui imn au fost scrise de către Alexei Mateevici la Congresul Scriitorilor din Basarabia unde s-a hotărât trecerea la alfabetul latin și alte reforme importante. Mateevici a contribuit substanțial la emanciparea națională a Basarabiei. Melodia a fost compusă de Alexandru Cristea (1890-1942).

## Imnul Republicii Moldova
La 22 iulie 1995 deputații din Parlamentul Republicii Moldova au aprobat strofele 1, 2, 5, 8 și 12 ale poeziei „Limba noastră” drept imn național și oficial al Republicii Moldova. Propunerea a fost făcută de Valeriu Senic. Muzica cântecului a fost compusă de Alexandru Cristea, iar aranjamentul realizat de Valentin Dînga. Legea cu privire la imn a fost publicată în Monitorul Oficial al Republicii Moldova nr. 45-46/555 din 17 august 1995.
Înainte de stabilirea acestui imn, Republica Moldova a avut pentru câțiva ani același imn de stat ca și România, imnul „Deșteaptă-te, române!”.
Poemul original al lui Mateevici conținea 12 strofe a câte 4 versuri fiecare. Pentru imn acestea au fost reorganizate în doar 5 strofe, la fel, a câte 4 versuri fiecare: strofele 1, 2, 5, 8 și 12.
Versurile românești:
Limba noastră-i o comoară

în adîncuri înfundată

Un șirag de piatră rară

pe moșie revărsată.

Limba noastră-i foc ce arde

într-un neam, ce fără veste

S-a trezit din somn de moarte

ca viteazul din poveste.

Limba noastră-i numai cîntec

doina dorurilor noastre

Roi de fulgere, ce spintec

noruri negri, zări albastre.

Limba noastră-i graiul pîinii

cînd de vînt se mișcă vara

In rostirea ei bătrînii

cu sudori sfințit-au țara.

Limba noastră-i frunză verde

zbuciumul din codrii veșnici

Nistrul lin, ce-n valuri pierde

ai luceferilor sfeșnici.

Limba noastră-i vechi izvoade

povestiri din alte vremuri

Și citindu-le ’nșirate

te-nfiori adînc și tremuri.

Limba noastră îi aleasă

să ridice slava-n ceruri

Să ne spiue-n hram și-acasă

veșnicele adevăruri.

Limba noastră-i limbă sfîntă

limba vechilor cazanii

Care-o plîng și care-o cîntă

pe la vatra lor țăranii.

Înviați-vă dar graiul

ruginit de multă vreme

Ștergeți slinul, mucegaiul

al uitării ’n care geme.

Strîngeți piatra lucitoare

ce din soare se aprinde

Și-ți avea în revărsare

un potop nou de cuvinte.

Nu veți plînge-atunci amarnic

că vi-i limba prea săracă

Și-ți vedea, cît îi de darnic

graiul țării noastre dragă.

Răsări-va o comoară

în adîncuri înfundată

Un șirag de piatră rară

pe moșie revărsată.

### Înregistrări audio
- Situl oficial al Republicii Moldova, Imnul, în interpretare instrumentală Arhivat în 26 noiembrie 2010, la Wayback Machine. și coral-instrumentală Arhivat în 26 noiembrie 2010, la Wayback Machine.
- Înregistrare audio a imnului național (Real Player)